# Ansia e disagio
Ansia e disagio è il secondo album in studio del cantautore italiano Giancane, pubblicato il 24 novembre 2017 per l'etichetta Woodworm.

## Tracce
Testi e musiche di Giancane.
1. Intro – 1:41
2. Non sono ricco – 3:31
3. Disagio – 3:30
4. 2 volte 6 – 4:33
5. Limone – 4:00
6. Odio i bambini – 4:40
7. Adotta un fascista (feat. Lucio Leoni) – 2:52
8. Buon compleanno Gesù – 3:36
9. Ipocondria (feat. Rancore) – 3:47
10. Ipocondria, pt. 2 – 2:21
11. L'amour Toujours (Momento Lucchesi) – 3:34

Durata totale: 38:05